# 탐정은 이미 죽었다

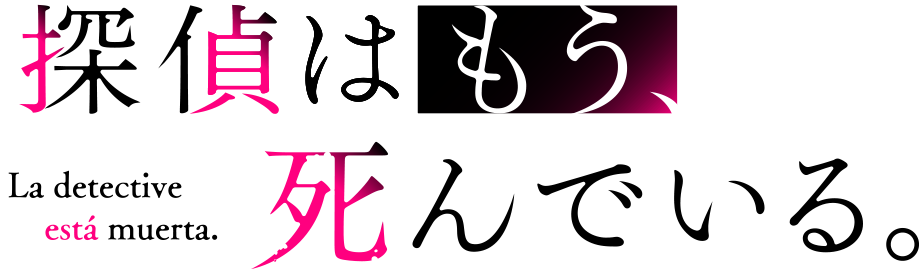

탐정은 이미 죽었다(探偵はもう、死んでいる。)는 니고 주(작가), 우미보츠(일러스트)가 원작한 일본의 소설 작품이다. 제15회 MF문고 J 라이트 노벨 신인상 《최우수상》을 수상. 2019년 11월 25일부터 MF문고 J(KADOKAWA)에서 간행.
2020년 3월에는 『라노베를 좋아하는 서점원 대상 2020』 문고 부문 대상을 수상했다. 2021년에는 『이 라이트 노벨이 대단하다! 2021』 작품 부문(문고)에서 4위를 수상하였고, 캐릭터 부문에서 시에스타와 키미즈카 키미히코가 각각 4위와 9위에 랭크 인하였다.